# مورچه‌مرغ صدفی
مورچه‌مرغ صدفی (نام علمی: Myrmoderus ruficauda) گونه‌ای از پرندگان گنجشک‌سان از تیرهٔ مرچه‌مرغان و بومی برزیل است.
زیستگاه‌های طبیعی آن جنگل‌های خشک نیمه‌گرمسیری یا گرمسیری و جنگل‌های جلگه‌ای نمناک نیمه‌گرمسیری یا گرمسیری است. از دست دادن زیستگاه آن را تهدید می‌کند.